# Гданьск (фильм)
«Гданьск» (англ. Gdansk) — канадский анимационный короткометражный фильм 2017 года в жанре фэнтези с элементами ужасов, снятый независимой киностудией Oats Studios под руководством режиссёра Нила Бломкампа, известным по фильмам «Район № 9», «Элизиум» и «Робот по имени Чаппи». Фильм был выпущен 21 ноября 2017 года на YouTube и Steam.
Короткометражка вдохновлена картиной польского художника Якуба Ружальского и показывает, как гигантский рыцарь-крестоносец с гербом Тевтонского ордена расправляется с польскими крестьянами.

## Сюжет
Начало XV века. Польский крестьянин стоит около своего дома и молча смотрит на горизонт, откуда слышен надвигающийся грохот копыт и крик лошадей. Рядом с жилищем сидит девушка с грудным ребёнком. Мужчина держа топор, намеренный, что бы то ни было, защитить свою семью. За холмом появляется войско рыцарей Тевтонского ордена и подойдя ближе останавливается. Перекинувшись взглядами с мужиком, командир войска взмахом руки указывает на крестьянина. Из-за холма выходит гигантский рыцарь в доспехах и переступая крестоносцев на лошадях, направляется к мужику. Гигант держит огромную дубину с шипами, а на его спине на шипах около знамён насажены окровавленные тела. Крестьянин не сдвинувшись с места поднимает топор, но гигант берёт его в руку и подняв, раздавливает его в кулаке. Выбросив изувеченное тело мужчины на землю, гигантский рыцарь направляется к девушке около дома, которая держит плачущего ребёнка, а на её лице застыл ужас.

## Производство
Короткометражный фильм «Гданьск» снят независимой канадской киностудией Oats Studios под руководством Нила Бломкампа, выступившим режиссёром и автором сценария. Студия «Oats» (в переводе с англ. — «овёс») была создана в 2017 года с целью распространения экспериментальных короткометражных фильмов через YouTube и Steam, чтобы оценить общественный интерес и получить отзывы о том, какие из них наиболее перспективны для расширения в полнометражные художественные фильмы. На октябрь 2017 года состав студии насчитывал около 30 человек, которые занимались всем необходимым — от создания костюмов до разработки компьютерной графики. Их труд Нил Бломкамп оплачивал из собственных средств.
Как отметил Нил Бломкамп, на создание ролика их вдохновила картина польского художника Якуба Розальски, известного, в частности, по созданной им вселенной World of 1920+, изображающую альтернативную историю периода советско-польской войны и включающую элементы дизельпанка и стимпанка. На основе его работ по вселенной 1920+ была разработана настольная игра Scythe и стратегия в реальном времени Iron Harvest. «Гданьск» основан на иллюстрация Розальски под названием «1410» — фэнтезийном переосмыслении событий Грюнвальдской битвы — решающим сражении в «Великой войне» 1409—1411 годов, когда союз Королевства Польского и Великого княжества Литовского одержал победу над Тевтонским орденом, большинство рыцарей которого было убито или взято в плен. Название фильма отсылает в одноимённому городу Гданьск в Польше.
Фильм полностью снят с помощью трёхмерной компьютерной анимации с использованием гиперреалистичной CGI графики. При создании использовался игровой движок Unity, на котором в режиме реального времени Oats Studios также были сняты короткометражки о человекоподобных роботах из серии «Адам» (англ. Adam). Изначально студия заявила, что «Гданьск» — это только первая часть из планируемой серии короткометражных фильмов, посвященных периоду Средневековья и гигантам. Однако впоследствии новые эпизоды так и не были выпущены.

## Релиз
Фильм был выпущен 21 ноября 2017 года на YouTube и Steam. По состоянию на январь 2020 года, фильм имеет более 1,3 миллиона просмотров на YouTube. Якуб Розальски, автор оригинальной рисунка вдохновившего создателей фильма, после релиза заявил, что у Нила Бломкампа получилось «очень круто». 29 июня 2018 года Oats Studios выпустила сборник Oats Studios: Volume 1 на носителе Blu-ray Disc, куда также вошел «Гданьск».

## Музыка
Композитором короткометражного фильма выступил Лорн Балф.
Написанная им двухминутная композиция «Gdansk» в жанре дарк-эмбиент, звучит на протяжении всего видео и создаёт нагнетающую атмосферу ужаса. В финальной заставке использована песня «The NeverEnding Story» в исполнении певца Лималя из кинофильма 1984 года «Бесконечная история».